# Bimini Run
Bimini Run, é um jogo de tiro em terceira pessoa para o Sega megadrive/genesis. Foi desenvolvido e publicado pela Nuvision Entretenimento. Lançado como um jogo com opção para dois jogadores, Bimini Run permitia que os jogadores se deslocassem em um ambiente de perspectiva ampla para cumprir missões baseadas em objetivos predefinidos.

## Enredo
A história do jogo começa com o sequestro de Kim Ohara, irmã de um experiente piloto de Lancha e agente secreto Kenji Ohara. O sequestro é imediatamente atribuído ao Dr. Orca, o qual contratou outros pilotos de lancha e helicópteros para protegerem sua ilha fortaleza/laboratório de onde ele planeja lançar um ataque com uma super-arma para subjugar todo o mundo. Kenji e seu parceiro Luka, armam-se com a super-lancha e se preparam pra resgatar Kim e salvar o mundo.